# Абдулов, Всеволод Осипович
Все́волод О́сипович Абду́лов (29 декабря 1942, Москва, СССР — 27 июля 2002, Москва, Россия) — советский и российский актёр театра, кино, озвучивания и дубляжа.

## Биография
Родился 29 декабря 1942 года в Москве в театральной еврейской семье. Родители — актёры Осип Наумович Абдулов и Елизавета Моисеевна Метельская (при рождении Шехтман). Именно они привили сыну любовь к театру.
В 1960 году Всеволод подал документы во все театральные вузы Москвы. Его уже приняли по конкурсу в ГИТИС и в Театральное училище им. Б. Щукина. Но в Школу-студию МХАТ (куда ему хотелось больше всего) поступить не получалось. На одной из консультаций он познакомился с Владимиром Высоцким — тот, будучи уже студентом-старшекурсником, приметил молодого абитуриента и кое-чему его научил. Это помогло ему, и в Школу-студию МХАТ его зачислили.
После окончания учёбы в 1964 году он играл в Московском театре на Таганке, на сцене Московского Художественного театра. Здесь выходил на сцену вместе с Андровской, Яншиным, Грибовым, Прудкиным. Мастерски читал Пастернака, Ахматову, Цветаеву. Его записи хранятся в фондах отечественного радио. На Всесоюзной фирме грамзаписи «Мелодия» выходили диски, содержащие записи радиоспектаклей с его участием и стихов различных поэтов в его исполнении. Одним из самых известных дисков является двойная пластинка с записью сказки Льюиса Кэрролла «Алиса в Стране Чудес», где Абдулов исполнил сразу несколько ролей и песен, написанных специально для этой инсценировки Владимиром Высоцким.
Как киноактёр, был известен прежде всего по многосерийному телевизионному фильму режиссёра Станислава Говорухина «Место встречи изменить нельзя».
Осенью 1977 года, когда актёр возвращался со съёмок в Баку, вблизи города Ефремов у автомобиля взорвалось переднее колесо, и машина шесть раз перевернулась. В результате с тяжелейшими травмами и сотрясением мозга актёр попал в больницу. 21 день не приходил в сознание. Потом наступило улучшение, к весне пошёл на поправку.
Его близкий друг, Владимир Высоцкий, упоминает об этом инциденте (используя игру слов) в своём стихотворном посвящении «Олегу Ефремову в день 50-летия»:
«Здесь режиссёр в актёре умирает,
Но вот вам парадокс и перегиб:
Абдулов Сева — Севу каждый знает —
В Ефремове чуть было не погиб».
Авария сильно сказалась на жизни Абдулова. Он уже не мог играть в театре с прежней интенсивностью.
В последние годы жизни у Абдулова стало плохо c памятью. Он отказывался сниматься и работал на радио и озвучивании, часто лежал в больницах.

Семейное захоронение Абдуловых на Введенском кладбище Москвы

Скончался на 60-м году жизни 27 июля 2002 года в московской больнице. Церемония прощания состоялась 30 июля в конференц-зале в 11:00. Похоронен на 8-м участке Введенского кладбища, рядом с родителями.

### Семья
Женился рано, отцом стал в 18 лет, дедом — в 37. В день смерти Абдулова, 27 июля 2002 года, у него родился правнук.
Жена ― Наталья Григорьева (род. 1941), дочь Юлия (род. 10 июля 1961) — переводчица книги Марины Влади «Владимир, или Прерванный полёт». Внучка Полина Торчинская, правнук Владимир Арутюнян (род. 27 июля 2002).

## Творчество

### Фильмография
- 1960 — Ждите писем — Костя
- 1965 — Месяц май — студент, сосед Сергея в общежитии
- 1965 — На завтрашней улице — сварщик-гитарист на стройке электростанции
- 1966 — Нет и да — Лёнька Панкин
- 1969 — Я его невеста — Андрей
- 1970 — Карусель — студент
- 1971 — Боян Чонос — Боян
- 1972 — Цирк зажигает огни — Костя
- 1973 — Жили три холостяка — Андрей
- 1974 — Контрабанда — сотрудник госбезопасности
- 1975 — Между небом и землёй — Симион Куку
- 1977 — Вооружён и очень опасен — Генри Йорк, репортёр из газеты «Золотой век»
- 1977 — Лев ушёл из дома — сторож в зоопарке
- 1979 — Утренний обход — Юра Будкевич, друг Нечаева
- 1979 — Место встречи изменить нельзя — Пётр Соловьёв
- 1981 — Куда он денется! — зритель в зале
- 1981 — Долгий путь в лабиринте — Мартын Лацис, председатель ВЧК
- 1981 — Приключения Тома Сойера и Гекльберри Финна — Учитель мистер Доббинс (озвучивает Евгений Весник) / сообщник индейца Джо (озвучивает сам актёр)
- 1982 — Бой на перекрёстке — Мартын Лацис
- 1983 — Привет с фронта — капитан Корнилов
- 1984 — Трест, который лопнул — репортёр Джо Блассом
- 1985 — Непохожая — Василий Сестрёнкин, отец Мишука
- 1986 — Дорогой Эдисон! — Николай Константинович Бочаров, руководитель лаборатории
- 1989 — Свой крест — отец Эдуарда Кисловского
- 1990 — Московский полицейский Каминский (Франция) — Бернар Кальмель
- 1990 — Гол в Спасские ворота — Берия
- 1991 — И чёрт с нами! — Берия
- 1992 — Азбука любви
- 1992 — Прикосновение — гость на свадьбе
- 2000 — Вместо меня — Саймон

### Телеспектакли
- 1971 — День за днём — Ричард, кинооператор
- 1972 — Враги — Акимов
- 1974 — В восемнадцать мальчишеских лет — Шутов, военный лётчик
- 1975 — Военные сороковые
- 1985 — Принц и нищий — Шут

### МХАТ(1964—1987)
- 1967 — «Чрезвычайный посол» А. и П. Туровых. Постановка И. М. Раевского — начальник станции
- 1967 — «Дни Турбиных» М. Булгакова. Режиссёр М. А. Горюнов. Постановка Л. Варпаховского — Лариосик
- 1968 — «Синяя птица» М. Метерлинка. Режиссёр Михаил Яншин и Александр Комиссаров. Постановка Константина Станиславского, Л. А. Сулержицкого и Михаила Москвина — Кот
- 1972 — «Пока арба не перевернулась» О. Иоселиани. Постановка Ивана Тарханова — Бухути
- 1972 — «Мария Стюарт» Ф. Шиллера. Режиссёр Иван Тарханов. Постановка В. Я. Станицына — О’Келли[7]
- 1973 — «Соло для часов с боем» О. Заградника. Режиссёр А. А. Васильев. Постановка Олега Ефремова — Павел Высенский[8] (телеспектакль снят в 1974 году)
- 1977 — «Дачники» Максима Горького. Постановка В. П. Салюка — Николай Петрович Замыслов, помощник Басова[9] (телеспектакль снят в 1979 году)
- 1981 — «Так победим!» М. Шатрова. Постановка Олега Ефремова — Журналист[10] (телеспектакль снят в 1987 году)
- 1983 — «Амадей» П. Шеффера. Постановка М. Г. Розовского — капельмейстер Бонно

## Дубляж и закадровое озвучивание

### Фильмы
- 1953 — Кнопка и Антон[5] — Антон (Петер Фелдт) (дубляж киностудии им. Горького, 1956 г.)
- 1988 — Человек дождя[11] — Джон Муни (Джей Мёрдок) (дубляж «Varus Video», 1998 г.)
- 1991 — Робин Гуд: Принц воров[11] — Шериф Нотингема (Алан Рикман) (дубляж «Varus Video», 1994 г.)
- 1993 — Список Шиндлера[11][12] — Юда Дреснер (Майкл Шнайдер) (дубляж творческого содружества «Ист-Вест», 1994 г.)
- 1997 — Пятый элемент[13] — Профессор Пэколи (Джон Блузал[англ.]) (дубляж объединения «Мосфильм-мастер» по заказу компании «Амальгама», 2000 г.)
- 1999 — Зелёная миля[12][13] — старый Пол Эджкомб (Даббс Грир) (дубляж объединения «Мосфильм-мастер» по заказу компании «West», 2000 г.)
- 2001 — Гарри Поттер и философский камень[11][12][13][14][15][16] — Альбус Дамблдор (Ричард Харрис) (дубляж объединения «Мосфильм-мастер» по заказу компании «Каро-премьер», 2002 г.)
- 2001 — Властелин колец: Братство Кольца[11][12][13][16][17] — Барлиман Баттербур (Дэвид Уитерлей[англ.]) (дубляж объединения «Мосфильм-мастер» по заказу компании «Каро-премьер», 2001 г.)

### Телесериалы
- 1983—1987 — Скала Фрэгглов[11] (закадровый перевод Главной редакции программ для детей и юношества, 1989—1990 гг.)
- 1990—1995 — Мистер Бин[16] — Мистер Бин (Роуэн Аткинсон) и другие мужские роли (закадровый перевод фирмы «СВ-Дубль» по заказу МНВК ТВ-6, 1995 г.)

### Мультсериалы
- 1985—1990 — Приключения медведей Гамми[11] — Ворчун Гамми, Сэр Таксфорд, некоторые гоблины, эпизодические и второстепенные персонажи  (дубляж студии кинопрограмм РГТРК «Останкино», 1991—1992 гг., 52 серий)
- 1987—1996 — Черепашки-ниндзя[11][12][14] — Донателло, Рокстеди, Трэг, компьютер Z, эпизодические и второстепенные персонажи (Первый состав дубляжа: Корпорация «Видеофильм», студия «Дубль» по заказу телеканала «2×2», 1993—1994 гг., 68 серий); Донателло, Микеланджело, Крэнг, Рокстеди, Кожеголовый, Крысиный король, Бёрн Томпсон, Трэг, Большой Луи, эпизодические и второстепенные персонажи (дубляж Екатеринбург Арт home video[уточнить], 1995—1998 г.)
- 1989—1990 — Чип и Дейл спешат на помощь[11][12][14][18] — Рокфор (за исключением серий «История знакомства с Гайкой», «Итак, работаем вместе!», «Конец истории с рубином» и «Мой друг летучая мышь»), Перси (в серии «Похищенный рубин») (дубляж Телевизионной студии кинопрограмм, 1990—1991 гг., 47 серий)
- 1992 — Чёрный Плащ[11][12] — хозяин кондитерской (в серии «Как важно быть спокойным») (дубляж студии «Нота» по заказу РТР, 1993 г.)

## Озвучивание

### Мультфильмы
- 1975 — Кошки-мышки — котёнок Кыцик
- 1975 — В стране ловушек — обитатель царства Страха (1 серия) / вокал (2, 3 серии)
- 1976 — Сэмбо — Крокодил
- 1977 — Незнайка в Солнечном городе — осёл Калигула / милиционер Свистулькин (6-я серия)
- 1977 — Шёлковая кисточка — Медведица
- 1977 — Ходжа Насреддин — Ходжа Насреддин (вокал)
- 1978 — Мой приятель светофор
- 1981 — Белая бабочка — Тушкан Пушканович
- 1983 — Аттракцион — все роли
- 1983 — Баллада о формалисте — читает текст
- 1983 — Шалтай-Болтай — Кот / Красношейка / Утка / Петух
- 1983 — Следствие ведут Колобки. Следствие первое — инспектор Колобок
- 1983 — Следствие ведут колобки. Похищение века — инспектор Колобок
- 1984 — Доктор Айболит — попугай Карудо / ансамблевые роли
- 1984 — КОАПП — Кашалот (отдельные серии) / Чёрный заяц / Утконос (вокал) / Павлин / Слон / Осьминог / Чайка-папа / Беседочник / Эму / Мормирус / Ложный Вампир / Калан / Коралловый Аспид / Американский Уж / Палочник / Протоптер / Тритон / Электрический скат Торпедо / Жук-щелкун Кукухо
- 1985 — На заре во дворе — Петух
- 1986 — Берегите тепло — читает текст
- 1986 — Тихо! Идёт операция — мужчина
- 1986 — Фокусник — все роли
- 1987 — Сова — вокал
- 1987 — Непобеждённые — читает текст
- 1988 — Каскадёр — все роли
- 1988 — Похищение — все роли
- 1989 — Криминал — Повар
- 1989 — Секретная океанская помойка — экспедитор / рулевой
- 1990 — Проклятая книга — читает текст
- 1990 — Почему куры денег не клюют — пёс / гусь-интеллигент
- 1990 — Этого не может быть — все роли
- 1990 — Новое платье короля — Первый министр
- 1991 — Вампиры Геоны — инспектор Янин / эпизодические роли
- 1991 — Синица, роща и огонь — Купец
- 1991 — Как мышонок летучим стал — страус Лёва (в титрах — С. Абдулов)
- 1991 — Николай Угодник и охотники — охотник Спиридон
- 1991 — Преступления лорда Артура Сэвила — мистер Поджерс
- 1991 — В стране Бобберов. Гомункулус — профессор Бобберман
- 1991 — Подводные береты — экспедитор / рулевой
- 1992 — Бабья работа — Муж
- 1992 — Хозяева Геоны — инспектор Янин / эпизодические роли
- 1992 — Простой мужик — Мужик
- 1992 — Капитан Пронин — внук майора Пронина — Майор Пронин / Джеймс Бонд / Свистунов
- 1992 — Непобедимые тойстеры: Затерянные в Тойберии — все мужские роли
- 1992 — Сапожникова жена — шут Петрушка
- 1992 — Большой налёт — страус Лёва
- 1993 — Два жулика — толстый жулик / генерал
- 1993 — Несколько страниц из жизни призрака — Хайрам Отис, отец Вирджинии и близнецов
- 1993—1995 — Бояка мухи не обидит — Удав (1-3, 5, 6 серии)
- 1993 — Возвращение кота Леопольда — Кот Леопольд и другие мужские роли, кроме Белого мышонка
- 1993 — Капитан Пронин в Америке — Свистунов / Дон Корлеоне / бандиты / таможенник
- 1993 — Капитан Пронин в космосе — член экзаменационной комиссии / навигатор / зелёный космический пират / житель Сириуса
- 1993 — Война слонов и носорогов — Генерал-Слон / Генерал-Носорог
- 1993 — Воздухоплаватели — страус Лёва
- 1994 — АМБА — Фильм первый — инспектор Янин / зритель в аудитории на лекции Харпера
- 1995 — АМБА — Фильм второй — инспектор Янин / зритель в аудитории на лекции Харпера
- 1995 — Хаким из Мерва, красильщик в маске — читает текст
- 1996 — Короли и капуста — Дикки / Лучший сыщик Америки
- 1996 — Крысолов — текст от автора[19]
- 1996 — Братья Пилоты показывают друг другу новогодние фокусы — Карбофос
- 1996 — Братья Пилоты по вечерам пьют чай — Карбофос
- 1996 — Братья Пилоты иногда ловят рыбу — Карбофос

### Аудиоспектакли
- 1966 — Та сторона, где ветер
- 1968 — За скрипичным ключом — Кларнет
- 1969 — Опередивший время — Солиано, ученик Леонардо да Винчи
- 1972 — Остров сокровищ — Джордж, пират
- 1972 — Волшебная семёрка, или путешествие нот. Приключения смычка — Клавесин / Виброфон
- 1972 — Приключения Травки — Папа / чужой папа / Беляков
- 1972 — Приключения барона Мюнхаузена — охотник
- 1973 — Площадь картонных часов — мастер Тулья
- 1973 — Как щенок был мамой — ведущий / Щенок
- 1973 — Лесной выдумщик — Ёж
- 1973 — Садко — читает текст
- 1973 — Девятый класс, девятый класс — Боба
- 1973 — Откуда взялись броненосцы? — вокал
- 1974 — Зелёный фургон — Володя Патрикеев
- 1974 — Почему киты молчат? — читает стихи
- 1975 — Жила-была собака — читает стихи
- 1975 — Когда поют светофоры
- 1976 — Алиса в Стране чудес — ведущий / Кэрролл / Додо / Синяя Гусеница / Чеширский Кот
- 1976 — Маша и Витя против «Диких гитар» — волшебник
- 1976 — Кто сказал «мяу»? — ведущий
- 1976 — Кому пожимают руку — Олег Кочергин
- 1977 — Про Малыша-Охотника Бачо — Гепард, Верблюд
- 1977 — Дядя Фёдор, пёс и кот — Кот Матроскин
- 1977 — Синяя птица — кот
- 1978 — Пан спросил у Пана (Стихи чешских поэтов для детей)
- 1979 — Зайка-почтальон — Ёжик
- 1979 — Герой нашего времени — Янко
- 1979 — «Сашка». Страницы повести
- 1979 — Тигров племянник — Рыжий кот, Тигр
- 1979 — Волшебное огниво
- 1979 — Курочка-королева. Муравьишка — Дворецкий / Голубь
- 1980 — Песочные Часы — воспитатель
- 1980 — Вратарь республики — Фома
- 1980 — Волшебное колечко — кот Васька
- 1980 — Кональ, Дональ и Тэг — Тэг
- 1980 — Маленький Галисиец — вокал
- 1981 — Происшествие в стране Мульти-Пульти — Кот / Петух
- 1981 — КОАПП. Люби меня, как я тебя — усоногий рачок
- 1982 — Продаётся сюжет — Джордж Браун
- 1982 — Дети капитана Гранта — Мюльреди
- 1982 — КОАПП. Съеденый этаж — Паук Немезия
- 1982 — Изба раздумий — Семён Неверов
- 1982 — Кукушка — сапожник
- 1983 — Питер Пэн и Венди — боцман Неряха (на пластинке ошибочно указан как Белоручка)
- 1983 — Мария, Мирабелла — читает текст
- 1983 — КОАПП. Устами младенца… — Акула / Электрический угорь
- 1984 — Лунный камень — Джон Гернкастль
- 1984 — Дуэль — Ачмианов
- 1984 — Садко в подводном царстве — Садко
- 1984 — Как зайцу все надоели — заяц
- 1984 — Тайна Фенимора — доктор
- 1985 — Стадион — газетчик
- 1985 — Две загадки — Добрый волшебник
- 1985 — Счастливый Ганс — разбойник
- 1987 — Владимир Высоцкий. …хоть немного ещё постою на краю… — читает стихи
- 1988 — Оцеола — вождь семинолов
- 1988 — Искатели необычайных автографов, или Странствия, приключения и беседы двух филоматиков
- 1989 — Разыскивается кузнечик Кузя — воробей-музыкант Чириктано
- 1989 — Разыскивается Ходжа Насреддин — Хозяин дуккана
- 1989 — Андрей Рублёв — Даниил Чёрный
- 1989 — Самоубийца — пояснительный текст
- 1989 — Визит на небольшую планету — Роджэр Спелдинг, телевизионный обозреватель
- 1989 — Таинственный остров — вокал
- 1990 — Двенадцать стульев — Кислярский
- 1991 — Калиф-аист — волшебник
- 1991 — Сердца и шпаги — капитан Жюссак
- 1991 — Сувенир из «Клуба мушкетёров» — лейтенант Рэнкин
- 1993 — Убийство в каретном ряду — Инспектор Джеймсон / мистер Уэст / сын миссис Хок
- 1993 — Полицейский робот — сержант
- 1996 — Властелин пыли — капитан Тяп-Ляп
- 2000 — Сон дождя, или Новые приключения Дюймовочки — сказочник
- 2001 — Кошкин дом. Теремок — от автора
- 2002 — Винни-Пух и все-все-все — Винни-Пух (вокал)
- 2002 — Возмутитель спокойствия — от автора
- 2002 — Преступление и наказание — надзиратель
- 2002 — Барабашка — Барабан Барабаныч
- 2003 — Ночь перед рождеством — Запорожец
- 2003 — Майская ночь, или Утопленница — 1-й Десятский

### Телепередачи
- Шире круг (1976—1995) — закадровый голос (Первая программа ЦТ, 1-й канал Останкино)
- Большой театр. Дни и вечера (1993—1994) — закадровый голос (1-й канал Останкино)
- Арт-курьер (1994) — закадровый голос (1-й канал Останкино)
- Кварьете «Весёлая КВАмпания» (1995—1998) — Квалентин Квалентинович, вокал (телеканал «ОРТ»)
- Шесть новостей (1996—1997) — один из закадровых голосов (телеканал «ТВ-6»)
- Классная компания (1997—2000) — Михаил Михайлович Шпаргалкин, Михаил Михайлович Останкинский (телеканал «ОРТ»)
- Спокойной ночи, малыши! (1990-е годы) — Домовой, Киндерино (телеканал «ОРТ»)

### Документальное кино
- Товарищ КамАЗ (ЦТ СССР, 1972)
- Про стекло (ЦТ СССР, 1978)
- Операция Гелий. Фильмы 4 и 5: «Нам не дано предугадать» и «Почему светит Солнце» (Центрнаучфильм, 1992—1993)
- Егор Гайдар. Исторический счёт (РЦСДФ, 1995)
- Репетиция спектакля «Владимир Высоцкий» в Театре на Таганке (НТВ, 1995)
- Документальный детектив (ОРТ, 1997—2002)
- 100 чудес света (ТВ-6, 2001—2002) (перевод студии «Фортуна-Фильм»)
- Игорь Ильинский. Жизнь артиста (Культура, 2001)

Часто озвучивал рекламные ролики. Среди них были и ролики инвестиционной компании «Хопёр-Инвест» (1994).

## Фильмы о Всеволоде Абдулове
- «Как уходили кумиры. Всеволод Абдулов» («ДТВ», 2006)
- «Две жизни Всеволода Абдулова» («Первый канал», 2012)[20]
- «Всеволод Абдулов. Тень Высоцкого» («ТВ Центр», 2021)[21]